# Bohuslav Tablic
Bohuslav Tablic (České Brezovo, 6 settembre 1769 – Kostolné Moravce, 21 gennaio 1832) è stato un poeta, traduttore e pastore protestante slovacco.
Fu uno dei più prolifici poeti idillici del classicismo illuministico slovacco.

## Biografia
Era figlio di un maestro e ricevette la sua istruzione a Dobšiná dal 1781 al 1783, quindi dal 1783 al 1789 a Presburgo, l'odierna Bratislava, e dal 1790 a 1792 all'Università di Jena, in Germania, dove studiò filosofia, teologia, medicina, inglese e francese. Durante gli studi a Jena fondò insieme a Juraj Palkovič la Societas slavica e nel 1810, quando viveva a Kostolné Moravce (oggi Hontianske Moravce) fondò la "Società di istruzione del circondario di Banská Štiavnica" (Učená spoločnosť banského okolia), che si caratterizzava come un'accademia letteraria slovacca e una società scientifica. Fu anche predicatore evangelico, nel 1827 divenne conseniore e nel 1829 seniore.

## Attività letteraria
Si dedicò alle lettere fin dal periodo degli studi a Jena. Scrisse versi e poesie d'occasione e libri di teologia, storia, economia e diritto con intenti divulgativi; tradusse inoltre dal tedesco, dall'inglese e dall'ungherese. La sua opera più nota è Poezye. Paměti česko-slovenských básnířův ane veršovců (Poesie. Memorie dei poeti e verseggiatori ceco-slovacchi), che è la prima storia della poesia ceco-slovacca, da cui attinse anche la successiva generazione di storici della letteratura (Jozef Miloslav Hurban e altri). Ognuno dei quattro volumi contiene per metà memorie e per metà poesie. Le Memorie comprendono le note biografiche di 77 autori del Regno d'Ungheria, mentre le Poesie includono tutti i generi: poesie d'occasione, intimistiche, galanti, classicistiche, rococò, anacreontiche e liriche; odi, elegie e idilli, cantate, aneddoti, ballate e burle, scritte in parte dallo stesso autore e per il resto esempi dell'opera di altri poeti.
Fra le sue traduzioni notevole è quella de L'art poétique di Nicolas Boileau-Despréaux.
Esprime in una poesia il suo ideale di vita: «Avere una casuccia con un giardino non lontano dalla città, gioire della natura e delle canzoni slovacche, avere una buona biblioteca fornita dei migliori libri dell'Europa intera, dei buoni amici e una moglie dotta; scrivere delle buone opere ed educare il popolo».

## Opere
- 1802 - Dva zpěvy ("Due canti"), in occasione dell'insediamento di Daniel Krudi
- 1802 - Zpěv pieridských Muz skalickým Zuzannám k svátku jejich jména ("Canto delle pieridi Muse per l'onomastico di Zuzana di Skalica")
- 1803 - Zuzanna babylonská. Zpěv skalickým Zuzanám k svátku jejich jména ("Susanna di Babilonia. Canto per l'onomastico di Zuzana di Skalica")
- 1803 - Světlo literního umění ("Luce dell'arte letteraria"), per la nomina di Juraj Palkovič al liceo evangelico di Presburgo
- 1803 - Zlaté poutko ("L'anello d'oro"), epitalamo
- 1804 - Památné príhody Štěpána Pilaríka ("Avventure memorabili di Štěpán Pilarík")
- 1805 - Slovenští veršovci ("Verseggiatori slovacchi"), antologia di poesie di antichi autori slovacchi
- 1806 - Junina obět. Masopustní báseň…  ("Il sacrificio di giugno. Poesia quaresimale")
- 1806 / 1812 - Poezye. Paměti česko-slovenských básnířův ane veršovců, kteříž se buďto v Uherské zemi zrodili, aneb aspoň v Uhřích živi byli ("Poesie. Memorie dei poeti e verseggiatori ceco-slovacchi, che nacquero nel Regno d'Ungheria o che almeno vissero nel Regno d'Ungheria") (4 volumi)
- 1809 - Slovenští veršovci, ("Verseggiatori slovacchi") II volume
- 1813 - Lidomil, poučující, kterak by lidé… šťastně retování býti mohli
- 1819 - Kratičká dietetika, to jest zpráva k zadržení dobrého řádu života a k zachování tudy stálého zdraví až do nejpozdnější starosti ("Breviario di dietetica, cioè regole per mantenere un buon ordine di vita e conservare la salute in modo permanente, fino alla più avanzata vecchiaia")
- 1820 - Lidomil veršami vyobrazený
- 1820 - Slabikář pro školy velebného Baňského okolí ("Sillabario per le scuole dell'illustre circondario di Banská Štiavnica")
- 1823 - Radostné jubileum aneb padesátiletí kazatelského uřadu… Pavla Šramka ("Felice giubileo ossia cinquantenario dell'ufficio di predicatore di Pavol Šramko")